# 4 Leonis Minoris
4 Leonis Minoris är en misstänkt variabel stjärna i stjärnbilden Kräftan. Trots sin Flamsteed-beteckning tillhör den inte Lilla lejonets stjärnbild. Den ligger på gränsen mellan stjärnbilderna och fick byta tillhörighet vid översynen av gränser mellan stjärnbilderna år 1930 och benämns efter bytet av stjärnbild ofta med sin HD-beteckning, HD 73596.
4 Leonis Minoris har visuell magnitud +6,1 och varierar med amplituden 0,01 magnituder utan fastställd periodicitet. Den befinner sig på ett avstånd av ungefär 405 ljusår.